# Perdus dans l'Arctique
Pour plus de détails, voir Fiche technique et Distribution.
Perdus dans l'Arctique (Against the Ice, litt. « Contre la glace ») est un film islando-danois réalisé par Peter Flinth, sorti en 2022,.
Il s'agit de l'adaptation du roman Perdus dans l'Arctique, récit de l'expédition de l'« Alabama », 1909 à 1912 d'Ejnar Mikkelsen, publié en 1913.
Il est sélectionné et présenté « hors compétition », le 15 février 2022, à la Berlinale, en Allemagne.

## Synopsis

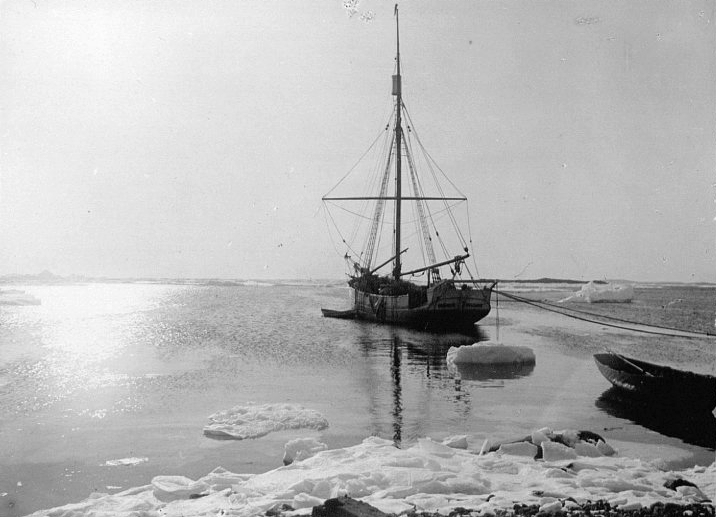
La bateau Alabama ici en 1909 près de l'île Shannon

En 1909, à bord de l’Alabama, une expédition danoise dirigée par le capitaine Ejnar Mikkelsen (Nikolaj Coster-Waldau) tente de réfuter la revendication des États-Unis sur le nord-est du Groenland. Les Américains pensent que le Groenland est divisé en deux parties de terre bien séparées et que le nord-est de ce territoire leur revient de droit. Laissant l'équipage avec le navire, Mikkelsen traverse la glace en traîneau avec un membre de l'équipage inexpérimenté, Iver Iversen (Joe Cole). Après avoir trouvé la preuve que le Groenland ne forme qu'une seule île, le capitaine et Iver vont avoir beaucoup de mal à rejoindre l’Alabama. Ils vont devoir survivre dans ce milieu hostile. Enfin arrivés, ils retrouvent le bateau échoué.

## Fiche technique
Sauf indication contraire, les informations mentionnées dans cette section peuvent être confirmées par la base de données cinématographiques IMDb,  présente dans la section « Liens externes ».
- Titre original : Against the Ice
- Titre français : Perdus dans l'Arctique
- Réalisation : Peter Flinth
- Scénario : Nikolaj Coster-Waldau et Joe Derrick, d'après le roman de Ejnar Mikkelsen
- Musique : Volker Bertelmann
- Direction artistique : Marta Luiza Macuga
- Décors : Atli Geir Grétarsson
- Costumes : Margrét Einarsdóttir
- Photographie : Torben Forsberg
- Son : Kjartan Kjartansson (ingénieur) ; Gunnar Árnason (montage)
- Montage : Morten Højbjerg
- Production : Nikolaj Coster-Waldau, Jasmin Torbati et Baltasar Kormákur
- Production déléguée : Peter Flinth
- Coproduction : Agnes Johansen et Magnús Viðar Sigurðsson
- Sociétés de production : Ill Kippers Productions et RVK Studios
- Société de distribution : Netflix
- Pays de production :  Islande /  Danemark
- Langue originale : anglais
- Format : couleur
- Genre : drame historique ; aventure, survie
- Durée : 102 minutes
- Dates de sortie :
  - Allemagne : 15 février 2022 (Berlinale)[3]
  - Monde : 2 mars 2022 (Netflix)

## Distribution
- Nikolaj Coster-Waldau (VF : Boris Rehlinger) : le capitaine Ejnar Mikkelsen
- Joe Cole (VF : Théo Frilet) : Iver P. Iversen
- Charles Dance (VF : Benoît Allemane) : Niels Neergaard
- Ed Speleers : Bessel
- Heida Reed (VF : Flora Brunier) : Naja Holm
- Gísli Örn Garðarsson (VF : Laurent Maurel) : Jörgensen
- Diarmaid Murtagh : Poulsen
- Sam Redford (VF : Xavier Fagnon) : Laub
- Nick Jameson : Holm
- Þorsteinn Bachmann (VF : Serge Biavan) : Georg Carl Amdrup
- Frankie Wilson (VF : Valentin Merlet) : Unger
- Árni Lárusson (VF : Philippe Catoire) : le secrétaire du ministre

 Source et légende : version française (VF) sur RS Doublage et sur Dubbing Brothers[réf. nécessaire]

## Production

### Développement et tournage
Produit par RVK Studios et Ill Kippers, le film est réalisé par le réalisateur danois Peter Flinth, qui a travaillé avec le producteur Baltasar Kormákur et le directeur de la photographie Torben Forsberg pour tourner le film sur place en Islande et au Groenland.
Le 19 janvier 2021, Deadline Hollywood révèle que le scénario du film est basé sur le roman danois Two Against The Ice d'Ejnar Mikkelsen, que Nikolaj Coster-Waldau tiendra le rôle d'Ejnar Mikkelsen et Joe Cole, celui d'Iver Iversen. Les acteurs Charles Dance et Heida Reed sont également cités dans la distribution.
Nikolaj Coster-Waldau, souffrant d'une commotion cérébrale lors du tournage, a dû faire appel à un champion du judo des poids lourds islandais en cascadeur pour prendre la place de l'ours blanc grâce aux effets spéciaux numériques. À l'origine du scénario, Peter Flinth en voulait un vrai.

### Musique
La musique du film est composée par Volker Bertelmann, dont la bande originale est sortie le 4 mars 2022 par Maisie Music Publishing.
On peut également entendre quelques musiques supplémentaires dans le film : Joy to the World de The Edison Concert Band, E lucevan le stelle d'Enrico Caruso, God Rest Ye Merry, Gentlemen, Silent Night, Moonbeams de Richard Crooks, Snow Time de The Columbia Quartette, I Never Knew de The Orlando’s Society Orchestra et Ding Dong Merrily on High de The Columbia Quartette.
Liste de pistes
1. The Found Diary (1:34)
2. A Lesson (1:06)
3. Leaving Tomorrow (1:23)
4. Departure Into the Ice (1:11)
5. First Climb (1:10)
6. All Alone On the Ice (1:34)
7. What Happened? (1:38)
8. Cliffhanger (2:56)
9. Crossing the River (1:34)
10. Together From This Day On (1:20)
11. Shooting Björn (1:32)
12. Ice and Gravel (1:16)
13. Bishop's Pass (1:08)
14. Against the Wind (1:03)
15. Sudden Attack (2:16)
16. Just a Scratch (1:30)
17. What Are You Doing? (1:16)
18. Arrival 1 (1:57)
19. Back to the Cairn (1:24)
20. Truth in Every Dream (1:17)
21. Arrival 2 (0:56)
22. Should Have Left a Note (2:06)
23. Full Moon (1:20)
24. Looking for a Ship (1:20)
25. Ghosts (0:48)
26. No One Is Coming to Get You (1:40)
27. Polar Bear (0:47)
28. End Credits (1:57)

## Accueil

### Festival et diffusion
Le film est sélectionné et présenté « hors compétition », le 15 février 2022 au festival de la Berlinale, en Allemagne. Il diffuse le 2 mars 2022 sur Netflix, dans quelques pays.

### Critiques
Nicolas Bontron du Parisien souligne que le film « maintient le suspense de bout en bout et vaut le détour » et Caroline Besse du Télérama, « une expédition au bout du monde qui manque d’abord de souffle puis se mue en angoissant huis clos ».

## Distinctions

### Sélections
- Berlinale 2022 : hors compétition